# Love Namida Iro
Singles de Aya Matsuura
Tropical Koishiteru
(2001) 100Kai no Kiss
(2001)
Love Namida Iro (LOVE涙色) est le 3e single de Aya Matsuura, sorti le 5 septembre 2001 au Japon sous le label Zetima, dans le cadre du Hello! Project.

## Présentation
Le single est écrit et produit par Tsunku. Il atteint la 3e place du classement de l'Oricon. Il se vend à 75 470 exemplaires la première semaine, et reste classé pendant 9 semaines, pour un total de 172 340 exemplaires vendus.
La chanson-titre du single figurera sur son premier album First Kiss de 2002, puis sur la  compilation Aya Matsuura Best 1 de 2005, et dans une version différente sur son album de reprises Naked Songs de 2006.
Elle sera également reprise en 2002 par Louise Redknapp en anglais sous le titre Love Letter sur l'album Cover Morning Musume Hello! Project!, et fin 2010 par Chisato Okai de °C-ute en single digital.

## Liste des titres
Toutes les chansons sont écrites et composées par Tsunku.
| 1. | Love Namida Iro (LOVE涙色)                               | Cher Watanabe   | 4:19 |
| 2. | OO -Joshi Kōsei no Shuchō- (○○-女子校生の主張-)          | Shunsuke Suzuki | 4:53 |
| 3. | Love Namida Iro (Instrumental) (LOVE涙色 (Instrumental)) | Cher Watanabe   | 4:15 |

## Interprétations à la télévision
- Utaban (2001.09.06)
- Music Station (2001.09.07)
- Bokura no Ongaku (2004.04.17)
- Hello Pro Hour (2006.10.13)